# Хосеп Пла
Хосеп Пла і Касадеволь (8 березня 1897, Палафружель, Жирона — 23 квітня, Лефрой, Жирона) — каталонський іспанський журналіст і популярний автор. Як журналіст він працював у Франції, Італії, Англії, Німеччини та Росії, звідки він писав політичні та культурні хроніки каталонською мовою.

## Біографія
Син небагатих сільських власників бізнесу з Баш — Емпорда, він отримав диплом середньої школи в Жироні, де, починаючи з 1909 р., він був студентом колегії Colegio de los Maristas (Школи Маріст) . У своєму останньому навчальному році (1912—1913), йому довелося взяти свої випускні іспити без закінченої курсу, тому що він був виключений зі школи -інтернату. У 1913 році він почав займатися наукою в університеті Барселони і почав вчитися медицині, але і в середині його першого курсу, він змінив свою думку і зареєструвався на право.
У 1919 році він закінчив зі ступенем в області права і почав працювати в журналістиці, спочатку в Loc Noticias (Новини), і незабаром після того в нічних публікаціях La Publicidad (Гласність). Він почав свої мандри як кореспондент у різних європейських містах (Париж, Мадрид, Португалія, Італія, Берлін). Каталонський націоналіст, в 1921 році він був обраний як «diputado» (член парламенту) Співдружності Каталонії за допомогою «Lliga Regionalista» у своєму рідному регіоні, Баш — Емпорда. У 1924 році, при диктатурі Прімо де Рівери, він був засуджений до заслання через критичну статтю про іспанської військової політики в Марокко, опублікованій в Мальоркскій газеті El Día (День).
За роки свого вигнання, він вів переговори з деякими з головних каталонських супротивників диктатури, такі як Франсеск Масія. Він продовжував подорожувати по Європі (Париж, Росія, Англія), а в 1925 році він опублікував свою першу книгу, Coses Vistes, яка мала великий успіх і були розпродана за тиждень. Це був хороший попередній перегляд його естетичних переконань: «писати про речі, які ніхто не бачив». У 1927 році він повернувся до Іспанії, залишив La Publicidad і почав співпрацювати з La Veu de Catalunya, газетою Lliga Regionalista в ліберально-консервативної тенденції згідно з наказом Франсеска Камбо — лідера помірного каталонського націоналізму.
Пла помер в 1981 році в своєму рідному Емпорда, залишивши тридцять вісім томів (більше двадцяти п'яти тисяч сторінок) повного зібрання творів, і багато невідредагованих матеріалів, які були опубліковані після його смерті.